# Canadian Forces Base Goose Bay

i7
i11
i13
Die Canadian Forces Base Goose Bay (deutsch „Goose-Bay-Basis der Canadian Forces“, kurz auch CFB Goose Bay) ist ein kanadischer Militärflugplatz im nordöstlichen Kanada, nahe der Ortschaft Happy Valley-Goose Bay, in der Provinz Neufundland und Labrador. Die Basis wird auch als 5 Wing Goose Bay bezeichnet, obwohl sich dort nur eine Forward Operating Location (FOL) befindet, und der zivil genutzte Teil als Goose Bay Airport.
Auf der CFB Goose Bay besteht die Möglichkeit für Flugtraining von Militärpiloten für Tiefflüge.

## Geschichte

### Bau der CFB Goose Bay
Die Geschichte der Canadian Forces Base Goose Bay begann im Zweiten Weltkrieg mit dem Destroyers for Bases Agreement von 1940. Die USA überließen Großbritannien 50 Zerstörer und durften im Gegenzug Basen auf britischem Territorium einrichten.
So begann die Royal Canadian Air Force im Sommer mit der Suche nach einer passenden Gegend für eine Basis auf dem Plateau, wo der Churchill River in den Lake Melville fließt. Von diesem See leitet sich auch der Name der Basis ab, der westliche Teil heißt Goose Bay. Letztendlich wurde der Ort ausgewählt, da er auf der Großkreis-Route von Amerika nach Europa lag, ganzjährig über sehr gute Flugwetterbedingungen verfügte und in der eisfreien Zeit vom Frühsommer bis in den Herbst über den Lake Melville und Hamilton Inlet mit dem Atlantik verbunden ist und damit eine günstige Lage für die Versorgung der Basis durch Frachtschiffe aufweist.
Die drei damals jeweils 2,5 km langen Start- und Landebahnen wurden am 16. November 1941 eröffnet, das erste Militärflugzeug landete dort am 9. Dezember. Zu diesem Zeitpunkt waren gut 3000 Soldaten der kanadischen Luftwaffe auf der Basis stationiert, ab dem Jahre 1942 begannen die United States Army Air Forces (USAAF) mit dem Bau eigener Anlagen im Süden der Basis, dafür wurden rund 1700 Soldaten und 700 Zivilisten in die Region verlegt.

### Zweiter Weltkrieg
Ab Oktober 1942 bis zum Ende des Zweiten Weltkriegs diente die Basis vor allem als Zwischenlandeplatz von insgesamt 24.000 amerikanischen und kanadischen Kampfflugzeugen auf ihrem Weg nach Europa. Außerdem waren dort Anti-U-Boot-Flugzeuge stationiert, die Geleitzügen Deckung aus der Luft geben sollten. Goose Bay war damit im Jahre 1943 zum verkehrsreichsten Flughafen der Welt geworden.

### Kalter Krieg

#### Zeit der US-Air-Force-Präsenz
Nach dem Zweiten Weltkrieg waren auf der CFB Goose Bay im nördlichen Teil kanadische Einheiten und im südlichen Teil (bekannt als Goose Bay Air Force Base) Einheiten der US Air Force stationiert. In den 1950er Jahren verlegte die Air Force im Zuge des aufkommenden Kalten Krieges Bomber auf das Flugfeld, auch solche mit nuklearer Bewaffnung. Außerdem wurden auch Abfangjäger auf die Basis verlegt, da sie eine der (von der Flugzeit gesehen) nächsten nordamerikanischen Basen auf dem Weg in die Sowjetunion war. Auf Grund dieser strategischen Lage wurde 1953 auch ein über 20 Jahre laufender Pachtvertrag zwischen Kanada und der USAF abgeschlossen.
Bereits am 10. November 1950 gab es einen Zwischenfall mit einem auf der Basis stationierten Bomber. Auf dem Flug von Goose Bay nach Tucson, Arizona trat bei einem Boeing-B-50-Superfortress-Bomber ein Triebwerksproblem auf. Laut den geltenden Vorschriften musste der Pilot sämtliche Waffen abwerfen, um das Gewicht des Flugzeuges zu verringern. Die Bomben mussten bei diesem Manöver in der Luft gezündet werden, um keine Schäden am Boden anzurichten. So warf der Pilot drei nicht scharfe Atombomben ab und ließ sie detonieren. „Nicht scharf“ heißt hierbei, dass sich die Plutonium-Kerne nicht an Bord befanden. So explodierten die Hohlladungen auf 2500 Fuß (circa 800 m) über dem Sankt-Lorenz-Strom nahe der Stadt St. Andre-de-Kamouraska, ohne jedoch Schaden anzurichten. Dies enthüllte die kanadische Regierung erst im Jahr 2000.
Im November 1954 wurde nahe der Basis ein Luftverteidigungsradar installiert. Diese USAF Melville Radar Station war ein Teil der so genannten Pinetree Line, der ersten organisierten Radarkette, die vor sowjetischen Bomberangriffe warnen sollten.
Ab 1957, zu diesem Zeitpunkt arbeiteten 3300 amerikanische Soldaten und 700 Zivilisten dort, begann das amerikanische Strategic Air Command, die Basis zu nutzen. Zuerst wurden mit dem 4082. Strategic Wing dort Boeing B-47 Stratojet-Bomber und Boeing KC-97 Stratotanker stationiert. Die Tanker wurde ab 1960 durch modernere Boeing KC-135 Stratotanker ersetzt, wenige Jahre später wurden außerdem Boeing B-52 Stratofortress Langstreckenbomber auf der Goose Bay AFB stationiert. Die Besatzung der Basis war inzwischen auf über 12.000 angewachsen, begünstigt auch durch die Schließung der Ernest Harmon Air Force Base in Stephenville (Neufundland). Ab 1966 nahm die Mannschaftsstärke der Air Force dort ab, da mit der Deaktivierung des 4082. Strategic Wing und der Aktivierung des 95. Strategic Wing große Teile der stationierten Abfangjäger auf andere Basen verlegt wurde.
Mit der Reduktion der amerikanischen Aktivitäten in den frühen 1960er Jahren nahm die Royal Air Force in Goose Bay ein erstes Trainingsprogramm für Tief- und Tiefstflüge mit Vulcan-Bombern über Labrador auf. Diese Flüge endeten im Sommer 1984 mit der Außerdienststellung der Vulcans. Eine Maschine steht heute als Denkmal in der Nähe des Terminals.
Der nördliche Teil der Basis, der für die kanadische Luftwaffe reserviert war, wurde zu diesem Zeitpunkt nur spärlich genutzt. Dieser nördliche Teil wurde ab 1971 ganz geschlossen, die Kanadier und Briten operierten nun zusammen mit der US Air Force von südlichen Teil. Außerdem übergaben die Amerikaner die Melville Radar Station an Kanada, die sie in Canadian Forces Station Goose Bay umbenannten.
Im Jahre 1973 endete der Pachtvertrag der US Air Force, wurde jedoch vorerst um sechs Monate bis zum 1. Juli verlängert. Zu diesem Tag wurden alle Anlagen an die Regierung von Kanada übergeben, der USAF wurde jedoch die Nutzung der Anlagen für drei weitere Jahre erlaubt. So wurde am 1. Juli 1976 die permanente Präsenz von Amerika auf der CFB Goose Bay beendet, aber es blieb dort Personal des Military Airlift Command stationiert, um Zwischenlandungen von amerikanischen Frachtflugzeugen der Typen Lockheed C-5, Lockheed C-141 und Lockheed C-130 zu regeln.

#### Nach dem Rückzug der US Air Force
Nach dem Rückzug der US Air Force wurde die gesamte Basis in Canadian Forces Base Goose Bay umbenannt. Nach Schätzungen der Regierung von Kanada hatten die amerikanischen Anlagen, die nun in den Besitz Kanadas übergegangen waren, einen Wert von 250 Mio. US-Dollar.
Jedoch nahm die Bedeutung der Station als Basis von Luftstreitkräften mehr und mehr ab, sie wurde nur noch als Unterstützungsbasis für die Radarstation genutzt. Auch die Entscheidung der kanadischen Luftwaffe, die neuen CF-18 Abfangjäger auf der CFB Bagotville zu stationieren, ließ die langfristige Überlebenschance der Basis weiter sinken.

#### Goose Bay als NATO-Basis

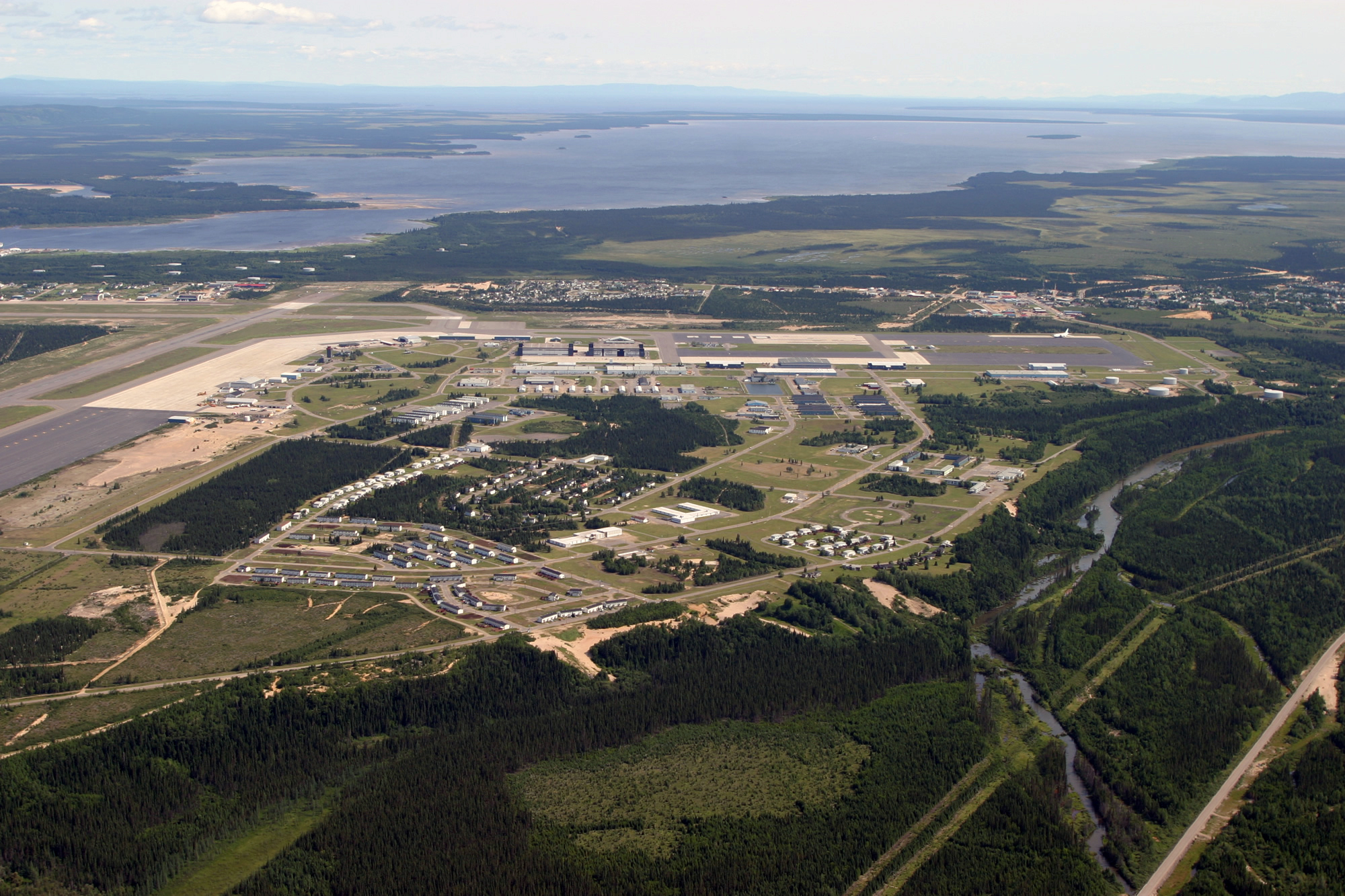
Luftbild der Basis

Dies änderte sich erst, als die NATO als Reaktion auf die Verbesserung der bodengebundenen Luftverteidigung des Warschauer Paktes ihre Taktik anpasste. 
Ab Ende der 1970er Jahre wurde verstärkt im Tiefflug geflogen, um die Überlebensfähigkeit zu erhöhen. Als für das Pilotentraining Basen gesucht wurden, war CFB Goose Bay ein Idealkandidat, da rund um die Basis sehr geringe Bevölkerungsdichte herrschte. Die Basis wurde so zu einem der Hauptschwerpunkte des low-level flight training für viele NATO-Länder, die besonders auf die Basis angewiesen waren, da Gesetze in vielen europäischen Ländern Tiefflüge stark beschränken (in einigen Gebieten um die CFB Goose Bay gilt eine Mindestflughöhe von nur 100 Fuß (circa 30 Meter)) und die umliegenden Gebiete mit 130.000 km² teilweise größer als kleine NATO-Länder sind (die Niederlande sind z. B. nur ca. 42.000 km² groß).
Während der 1980er und 1990er Jahre waren auf der CFB Goose Bay Verbände der Royal Air Force, deutschen Luftwaffe, Royal Netherlands Air Force und der Aeronautica Militare stationiert. Weitere NATO-Länder hatten temporäre Abordnungen.
Während des Zweiten Golfkrieges war die Basis eine wichtige Zwischenlandebasis für schwere Transportflugzeuge der United States Air Force, die dort Tankstopps einlegten.
Das Ende der Phase als Haupttrainingsbasis für Tiefflüge der NATO-Länder begann Ende der 1990er Jahre, als sich die Niederländer von Goose Bay zurückzogen und lediglich eine temporäre Abordnung zurückließen. Ab dem 31. März 2005 beendete auch die RAF ihre Abordnung, für die Italiener und Deutschen gab es Verträge, die bis ins Frühjahr 2006 reichten, die aber nicht verlängert wurden. Am 31. März 2006 wurden die „letzten Schlüssel“ von der deutschen Verwaltung vor Ort an die Kanadier übergeben.

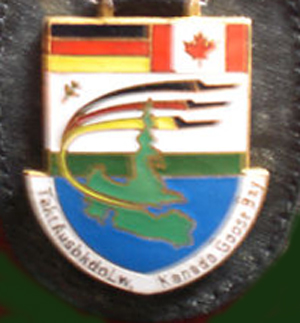
Verbandsabzeichen des Taktischen Ausbildungskommandos der Luftwaffe in Kanada

Die Kanadier wollen seitdem die Infrastruktur, die u. a. durch die deutsche Luftwaffe in den vergangenen fünfundzwanzig Jahren aufgebaut und instand gehalten wurden, an interessierte NATO-Partner auf Zeit vermieten und die für den Flugbetrieb notwendige Logistik bereitstellen.
Die deutsche Luftwaffe flog beginnend ab 1981 in Goose Bay. Geübt wurde mit McDonnell Douglas F-4, Bell UH-1D, Alpha Jet, Panavia Tornado PA-200 und C-160 Transall. Zu dieser Zeit waren während eines Jahres maximal 4000, ab dem zweiten MOU bis 5500 Luftwaffensoldaten in Kontingenten zeitweise dort stationiert. In den 1980er Jahren waren weniger als 40 ständige Bundeswehrangehörige (teilweise mit ihren Familien) dort stationiert, die zur Unterstützung der kommandierten fliegenden Kommandos für den Nachschub sorgten und als ständige Ansprechpartner verfügbar waren.
Kritik an den Tiefflügen kam vor allem von den Ureinwohnern der Region, den Innu, die die negativen Einflüsse der Flüge für das Wildleben der Region geltend machten. Nach massiven, zum Teil gewalttätigen Protesten wurden die Tiefflugzonen verlegt und die Mindestflughöhen erhöht.
Aufgrund der geänderten Bedrohungslage der NATO nahm das Tiefflugtraining der NATO-Länder nach dem Jahrtausendwechsel immer mehr ab. Heute sind nur noch relativ selten und zeitweise Flugzeuge zum Tiefflugtraining in Goose Bay. Viele der großen Hangars und Wohnräume auf der Airbase stehen deshalb heute leer.

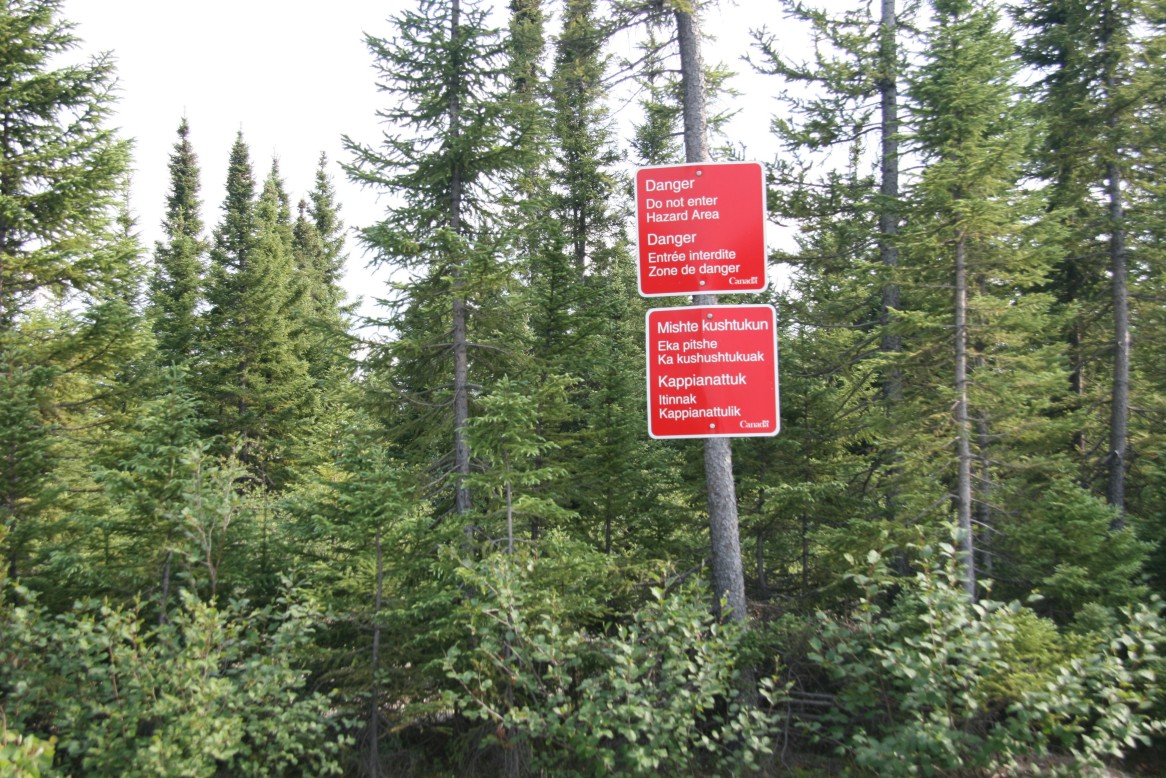
Warnschild im Wald um Goose Bay

Durch die Nutzung des Geländes für militärische Übungszwecke sind weite Teile des Waldes um Goose Bay mit Munition belastet. Schilder warnen vor dem Betreten. Derzeit laufen Überlegungen seitens der kanadischen Regierung, das Gelände aufwendig zu sanieren, was jedoch mit erheblichem finanziellem Aufwand verbunden ist und auch einige Zeit in Anspruch nehmen würde.

#### Goose Bay als Teil der National Missile Defense
Einige Senatoren des kanadischen Senats brachten die CFB Goose Bay als Teil des amerikanischen Raketenabwehrsystemes (NMD) ins Gespräch. Dabei soll dort wieder eine Radarstation etabliert werden (die Melville Radar Station war 1988 geschlossen worden). Die Basis wurde daraufhin vom Hauptvertragsnehmer für NMD, Raytheon auf Tauglichkeit untersucht, Ergebnisse wurden nicht veröffentlicht.

## Space Shuttle
Die CFB Goose Bay wurde von der NASA als ein Notlandestützpunkt für das Space Shuttle ausgewählt. Dies geschah wegen der günstigen Position in der Einflugschneise des Shuttles (seit 1991 zum Kennedy Space Center) und wegen der langen Landebahnen dort.
1983 landete das Shuttle Enterprise auf dem Rücken einer Boeing 747 auf der CFB Goose Bay. Dieser Zwischenstopp, der zum Auftanken des Trägerflugzeuges genutzt wurde, war die erste Landung eines Space Shuttles außerhalb der USA. Die Enterprise war unterwegs nach Europa, wo sie unter anderem in Frankreich, Deutschland und England gezeigt wurde.

## Goose Bay Airport

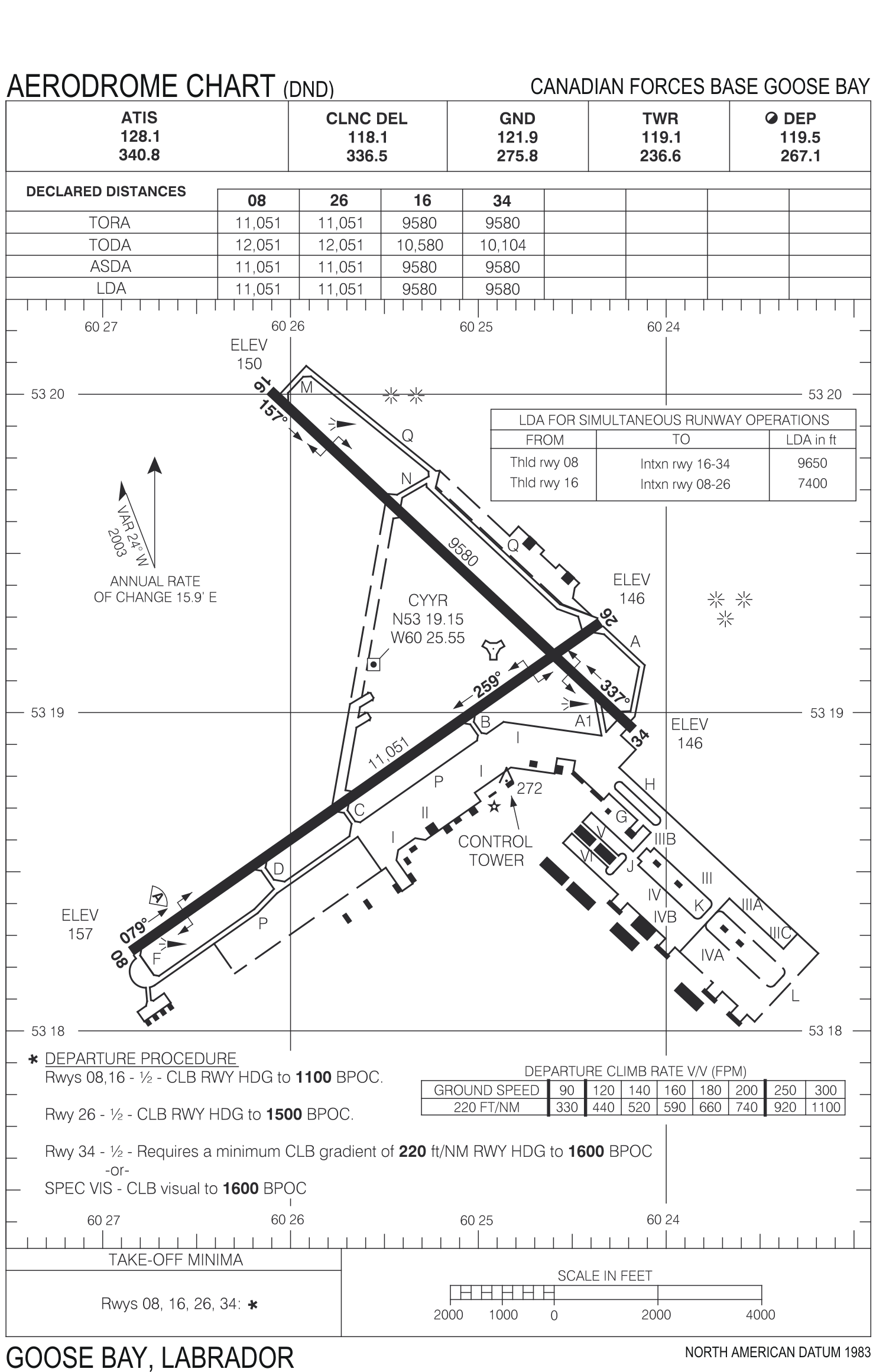
Plan des Flugplatzes

Der zivile Teil des Flugplatzes dient vor allem für Inlandsflüge, unter anderem fliegen Air Canada Express, Provincial Airlines und Air Labrador von dort. Es werden pro Jahr circa 85.000 Passagiere abgefertigt. Allerdings ist der Platz als Airport of Entry („AoE/15“ für die Allgemeine Luftfahrt mit bis zu 15 Reisende) klassifiziert und es sind dort Beamte der Canada Border Services Agency (CBSA) verfügbar, womit hier eine Einreise aus dem Ausland nach Kanada grundsätzlich möglich ist.
Nach der Schließung des Luftraumes der USA nach den Terroranschlägen am 11. September 2001 in den USA landeten sieben Transatlantikflüge auf dem Goose Bay Airport. Dies waren die ersten Flugzeuge, die nach der Umleitung in Kanada landeten.
Der Goose Bay Airport wird auch oft als Tankstopp auf Überführungsflügen von Kleinmaschinen benutzt.
Am 30. September 2017 diente der Flughafen als Notstopp für einen Airbus A380 der Air France. Bei dem Flug von Paris nach Los Angeles lösten sich mehrere Teile eines der vier Triebwerke des Herstellers Engine Alliance. Von den insgesamt 497 Passagieren kam niemand zu Schaden.

## Zwischenfälle
- Am 10. Dezember 1947 stürzte eine Douglas DC-4/C-54D-5-DC der United States Air Force (USAF) (Luftfahrzeugkennzeichen 42-72572) nach dem Start vom Militärflugplatz Goose Bay 13 Kilometer westlich davon in einen Wald und brannte aus. Während des Starts herrschte Schneefall, der den Startvorgang beeinträchtigte. Von den 29 Insassen kamen 23 ums Leben, ein Besatzungsmitglied und 22 Passagiere.[6]

- Am 7. November 1964 kam es mit einer Douglas C-133A Cargomaster der United States Air Force (USAF) (56-2014) kurz nach dem Abheben vom Militärflugplatz Goose Bay zu einem Strömungsabriss. Das Flugzeug schlug 1000 Meter hinter dem Startbahnende auf und wurde zerstört. Zum Startzeitpunkt herrschte leichter Schneefall. Alle 7 Besatzungsmitglieder, die einzigen Insassen auf dem Frachtflug, wurden getötet.[7]

- Am 22. April 1993 berührte eine F-4F Phantom des Jagdbombergeschwaders 35 der Luftwaffe (Luftfahrzeugkennzeichen 37+51) im Verlauf einer Vorübung für eine Flugvorführung bei einer in niedriger Höhe geflogenen Rolle den Boden. Das Flugzeug wurde zerstört, die dem Jagdbombergeschwader 36 „Westfalen“ angehörende Besatzung getötet.[8]

- Am 6. Juni 1986 musste eine RF-4E Phantom (Luftfahrzeugkennzeichen 35+81) des Aufklärungsgeschwaders 51 "Immelmann" aufgrund Technischer Probleme von der Besatzung verlassen werden. Beide Piloten konnten sich mit dem Schleudersitz retten.[9]